# 1-ша ракетна бригада (РФ)
1-ша гвардійська ракетна Оршанська орденів Суворова і Кутузова бригада — ракетне з'єднання Сухопутних військ Збройних сил Російської Федерації. Бригада дислокується в місті Гарячий Ключ Краснодарського краю.
Умовне найменування — Військова частина № 31853 (в/ч 31853). Скорочена назва — 1-а рбр.
З'єднання знаходиться в складі 49-ї загальновійськової армії Південного військового округу.

## Історія
Ракетне з'єднання, дислоковане в Краснодарському краї, відраховує свою історію з 1920 року. Тоді був сформований важкий артилерійський дивізіон, що увійшов до складу 48-ї стрілецької дивізії. Пізніше його переформували на гарматний артилерійський полк й потім на 14-у гвардійську важку гарматну бригаду 25 червня 1943 в складі 4-ї гвардійської важкої гарматної артилерійської дивізії (4 гв. вгад). Своє бойове хрещення з'єднання отримало від села Вайнікола в червні 1941 року.
У повоєнні роки до 1960 року бригада мала назву 14-а гвардійська гарматна артилерійська бригада. В останні роки існування СРСР бригада іменувалася 114-а гвардійська ракетна бригада й перебувала у складі Північної групи військ у Польщі.

## Опис
На озброєнні бригади стоять оперативно-тактичні ракетні комплекси 9К720 «Іскандер». Раніше на озброєнні бригади були тактичні ракетні комплекси 9K79 «Точка».